# Thomas-Morse MB-4
El Thomas-Morse MB-4 fue un prototipo de avión de correos estadounidense de los años 20 del siglo XX. Tenía un diseño inusual, siendo un biplano con dos fuselajes que albergaban a los dos tripulantes y una góndola central que llevaba los motores gemelos en una configuración tractora-propulsora.

## Diseño y desarrollo
El MB-4 fue diseñado para cubrir una especificación de junio de 1919 del Departamento de la Oficina Postal de los Estados Unidos por un avión de correos de dos o tres motores, solicitando que pudiera llevar 682 kg de correo con un solo motor. Thomas-Morse decidió aprovechar lo máximo posible de su caza Thomas-Morse MB-3 para reducir costes, usando dos fuselajes sin motor de MB-3 para llevar a la tripulación y la carga, con el piloto en una cabina en el morro del fuselaje de babor y el copiloto/mecánico en una cabina similar en el morro del fuselaje de estribor, mientras la carga era llevada detrás de la tripulación en cada fuselaje. Dos motores V-8 Wright-Hisso H de 224 kW (300 hp) fueron montados en la góndola central, entre los dos fuselajes principales, en una configuración tractora-propulsora, con depósitos de combustible montados entre los mismos.
Las alas biplano de tres vanos del MB-4 eran totalmente nuevas, con alerones en el ala superior. Poseía un tren aterrizaje de rueda de cola convencional y dos estructuras de cola separadas, que eran empenajes estándares de MB-3. Estaba equipado con controles dobles, pudiendo el piloto desconectar los controles del copiloto, pero no había forma de comunicación entre las dos cabinas.

## Historia operacional
El MB-4 realizó su primer vuelo en febrero de 1920. Aunque el avión tenía una velocidad razonable para la época, por lo demás era pobre, tendiendo uno de los fuselajes a despegar antes que el otro, mientras que los motores causaban severas vibraciones que sobrecargaban la estructura de la aeronave. Fue descrito como la “peor cosa con alas” por Jerome Fried, el superintendente de planta general de Thomas-Morse.
Una aeronave fue probada por la Oficina Postal de los Estados Unidos, pero no fue usada para el servicio de correos, y fue desguazada en 1921. Al menos un MB-4 (y posiblemente 3 más) fue entregado al Servicio Aéreo del Ejército de los Estados Unidos, donde fue almacenado antes de ser desguazado.
El MB-4 fue un fracaso, teniendo características de vuelo extremadamente pobres, y no entró de servicio salvo las pruebas realizadas por el fabricante, el Ejército y la Oficina Postal de los Estados Unidos.

## Operadores
Estados Unidos
- Servicio Aéreo del Ejército de los Estados Unidos

## Especificaciones (MB-3A)
Referencia datos: General Dynamics Aircraft and their Predecessors

### Características generales
- Tripulación: Dos (piloto y copiloto/mecánico)
- Longitud: 7,74 m
- Envergadura: 13,87 m
- Altura: 3,4 m
- Superficie alar: 59,9 m2
- Peso vacío: 1612 kg
- Peso cargado: 2524 kg
- Planta motriz: 2× motor lineal V-8 refrigerado por agua Wright-Hisso H.
  - Potencia: 220 kW (300 hp) cada uno.

### Rendimiento
- Velocidad máxima operativa (Vno): 196 km/h
- Velocidad de entrada en pérdida (Vs): 85 km/h[2]
- Alcance: 970 km
- Tiempo a altitud: 10 min para 2745 m (9000 pies)

## Aeronaves relacionadas

### Secuencias de designación
- Secuencia MB-_ (interna de Thomas-Morse): MB-1 - MB-2 - MB-3 - MB-4 - MB-6 - MB-7 - MB-9 →